# 赭红尾鸲
赭红尾鸲为鶲科红尾鸲属的鸟类。像其近親一樣，它過去被歸類於鶇科（Turdidae），但現在已知屬於舊世界鶲科（Muscicapidae）。

## 分類與系統學
1774年，德國博物學家薩繆爾·戈特利布·格梅林首次以雙名法Mottacilla ochruros正式描述了赭紅尾鴝。該物種現在被歸類於英國博物學家托馬斯·福斯特於1817年引入的紅尾鴝屬（Phoenicurus）中。 其學名的兩個部分均源自古希臘語，與尾巴的顏色有關。屬名Phoenicurus來自phoinix（紅色）和-ouros（尾巴）；種名ochruros來自okhros（淡黃色）和-ouros。
赭紅尾鴝屬於一個溫帶的歐亞進化支，該支還包括黃尾鴝、黑喉紅尾鴝、紅腹紅尾鴝，或許還包括賀蘭山紅尾鴝。現今物種的祖先約從300萬年前的上新世晚期開始分化，並從150萬年前起擴散至大部分古北界地區。 它與普通紅尾鴝的親緣關係不密切。由於這兩者的行為和生態需求不同，且沒有進化出受精障礙，因此這兩種歐洲物種可以產生表面上似乎具有繁殖能力和存活力的雜交種。
赭紅尾鴝有若干亞種，其主要區別在於成雄鳥下半部的顏色，某些形態的叫聲也不同。 不同的權威機構接受的亞種數量介於五個到七個之間。根據形態學、生物地理學和線粒體DNA細胞色素bb序列數據，它們可以分為三個主要群組。
P. o. phoenicuroides 群組。這是系統發育學上基群的中亞和東亞形態，這些形態隨著物種緩慢向西擴散而從祖先群體中分化（約300萬至150萬年前）。雌鳥和幼鳥為淺灰棕色。

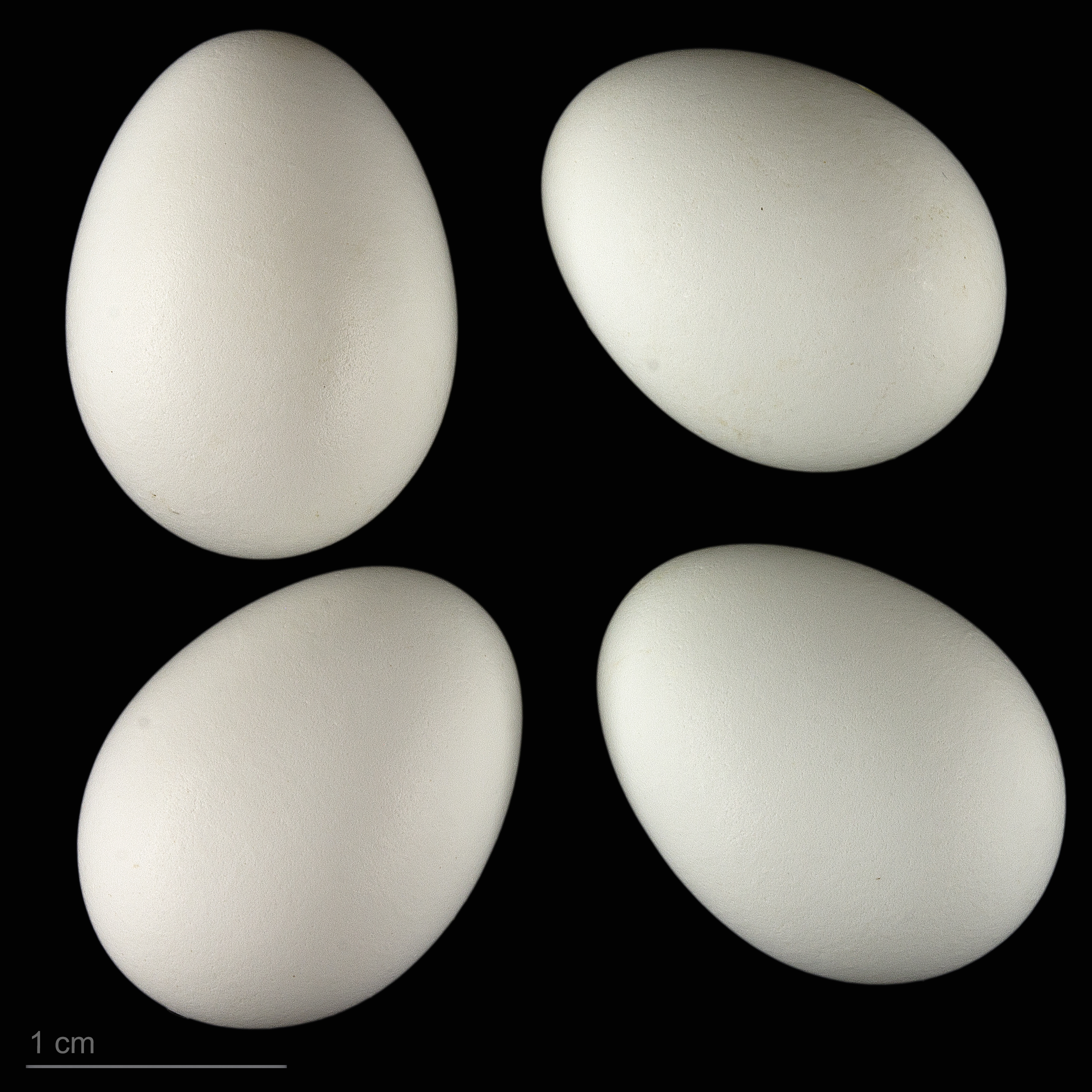
卵 Phoenicurus ochruros gibraltariensis

- Phoenicurus ochruros phoenicuroides （Moore, F, 1854） –天山以東至蒙古。小型，成雄鳥胸下部、腹部和側腹為深紅棕色，無淡色翅斑，有時前額呈白色。整體上與黑胸的普通紅尾鴝相似，但顏色較深。雌鳥和幼鳥與普通紅尾鴝相似，但整體顏色更沙色、淺色，且常有明顯的淡黃眼圈。
- Phoenicurus ochruros murinus Fedorenko, 2018 –阿爾泰共和國、圖瓦、中國北部和蒙古西部。與前一個突厥斯坦亞種區別在於頭部、頸背和背部的顏色無明顯對比，均為同色深灰。[14]
- Phoenicurus ochruros rufiventris （Vieillot, 1818） – 從土庫曼斯坦向東至帕米爾高原和阿賴山脈至喜馬拉雅山脈。通常體型較大；成雄鳥與P. o. phoenicuroides相似，但整體較暗，背部呈黑色，下側呈紅棕色。雌鳥腹側帶有淡紅色。與P. o. phoenicuroides的準確界限尚未解決。
  - Phoenicurus ochruros xerophilus。中國位於前兩者分布區以東和之間的地區。體型大；顏色模式與P. o. phoenicuroides相似，但較淡。許多權威將其歸入P. o. rufiventris。[12]

P. o. ochruros 群組。西亞形態，其譜系約在150萬至50萬年前從gibraltariensis群組中分離。雌鳥和幼鳥介於兩者之間。
- Phoenicurus ochruros ochruros （Gmelin, SG）, 1774） –土耳其東部、厄爾布爾士山脈和高加索。體型小，形態介於P. o. phoenicuroides和P. o. gibraltariensis之間。通常類似後者，但下側為紅色，淡色翅斑發育不明顯。
- Phoenicurus ochruros semirufus （Hemprich & Ehrenberg, 1833） –黎凡特。體型小；成雄鳥在某些方面類似rufiventris，但體型較小。黑色區域更廣。

P. o. gibraltariensis 群組。歐洲種群，可能在末次冰期期間形成為一個獨特的亞種。雌鳥和幼鳥呈深灰色。
- Phoenicurus ochruros gibraltariensis （Gmelin, JF）, 1789） – 從西歐向東至克里米亞半島和土耳其西部。成雄鳥頸部、上背和肩部呈深板岩灰至黑色，較面部和頸部淺，淡色翅斑發育良好。
  - Phoenicurus ochruros aterrimus。伊比利亞半島和摩洛哥。成雄鳥頸部、上背和肩部呈黑色。與P. o. gibraltariensis有廣泛的過渡區，許多權威將其視為同義詞。[12]

## 描述
赭紅尾鴝長度為13—14.5 cm（5.1—5.7英寸），重量為12—20 g（0.42—0.71 oz），與普通紅尾鴝相似。成雄鳥的上半身整體呈深灰色至黑色，胸部為黑色；下臀部和尾巴呈橘紅色，兩根中央尾羽為深紅棕色。腹部和尾下部位於西方亞種為黑灰色（詳見上文#分類與系統學），而東方亞種則為橘紅色；翅膀呈黑灰色，次級飛羽邊緣淡色形成一個白色的區塊（西方亞種），或全黑（東方亞種）。雌鳥的顏色從灰色（西方亞種）到灰棕色（東方亞種）不等，但下臀部和尾巴為橘紅色，顏色比普通紅尾鴝更灰；無論年齡大小，灰色腋羽和翅膀下覆羽也具有區別性（普通紅尾鴝的這些部分則是從淡黃色到橘紅色）。至少在西方亞種中，第一曆年雄鳥有兩種明顯不同的形態，第一種（'carei'型）與雌鳥相似，第二種（'paradoxus'型）接近成雄鳥，但缺少在第二曆年翅膀羽毛換羽後才發展出的白色翅膀區塊。第二種形態比第一種更為罕見。

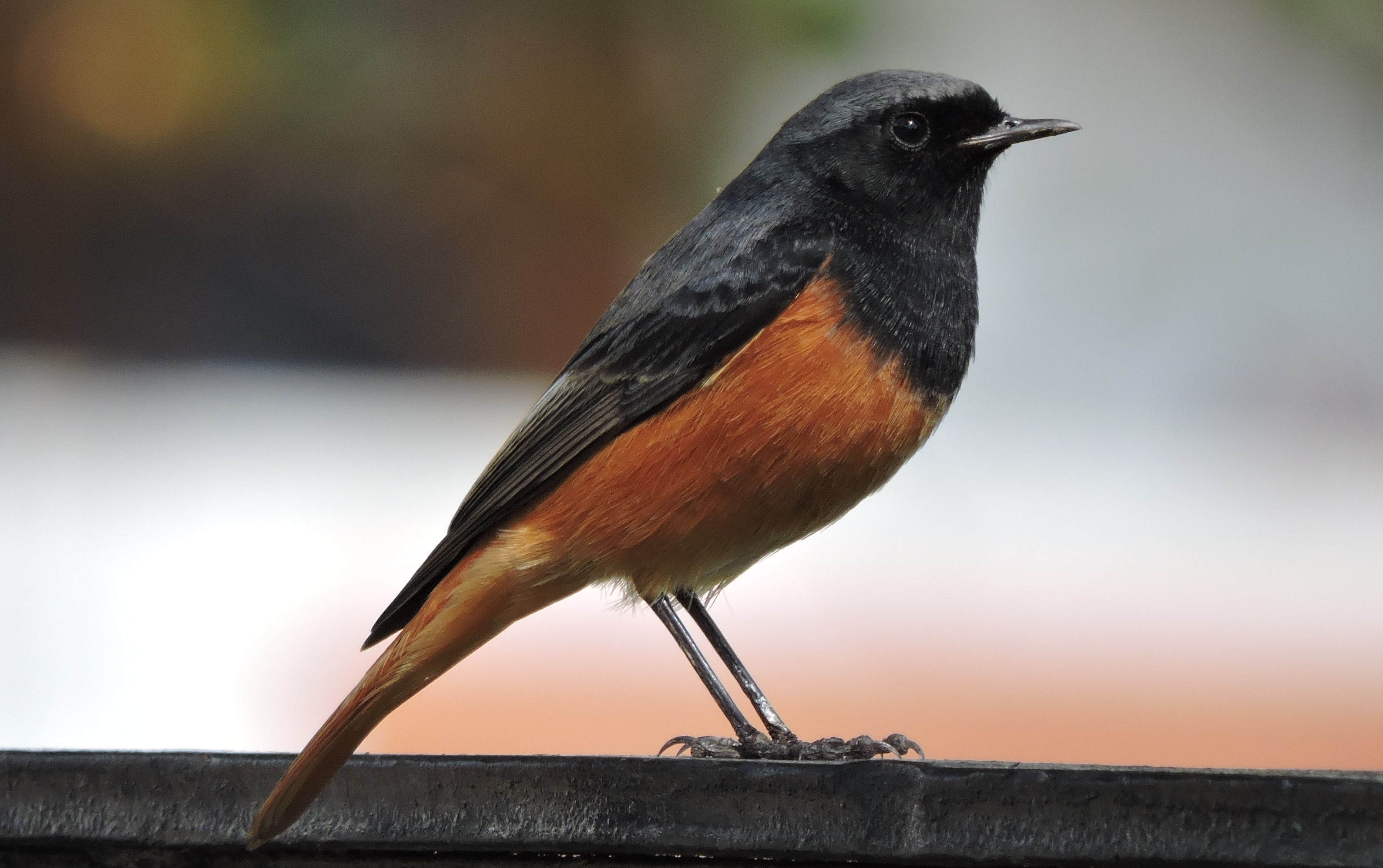
赭紅尾鴝, 西38區，昌迪加爾, 印度

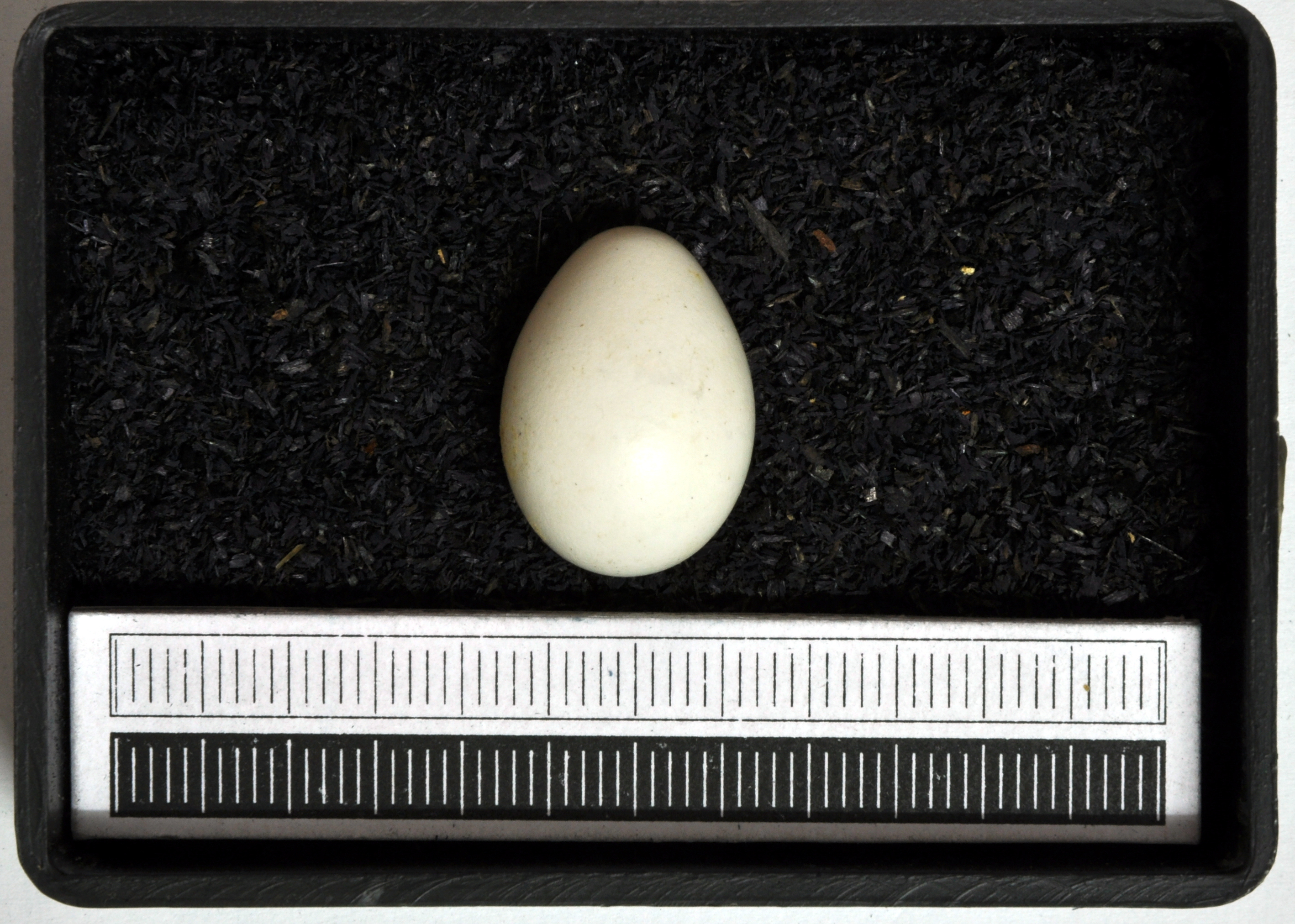
蛋, 收藏於威斯巴登博物館

## 分布與棲地
赭紅尾鴝廣泛分布於南歐和中歐、亞洲以及西北非洲，從大不列顛和愛爾蘭（當地分布）向南到摩洛哥，東至中國中部。包括巴基斯坦、阿富汗、伊朗、叙利亚、黎巴嫩、高加索、吉尔吉斯、塔吉克、印度、缅甸、伊拉克、阿拉伯、苏丹、非洲、地中海群岛以及中国大陆的新疆、昆仑山、祁连山、内蒙古、宁夏、甘肃、青海、山西、陕西、四川、贵州、云南、西藏、河北、山东、海南等地。
牠在分布區內較溫暖的地區定居，但東北部的鳥類會遷徙到南部和西部的歐洲及亞洲，以及北非過冬。牠們在建築物的裂縫或洞穴中築巢。
一般栖息于海拔3000米以上的灌丛、坡地多石的草甸草原、山地针叶林下层的乱草堆以及或河谷、河漫滩灌丛间。该物种的模式产地在伊朗北部Gilan。
在英國，牠主要作為過境和冬季訪客，僅有20到50對繁殖。 在過境期間，牠在東部和南部海岸相當常見，冬季則常見於威爾斯和英格蘭西部與南部的海岸，內陸地區也有少數。遷徙的赭紅尾鴝於十月或十一月抵達英國，然後或是繼續遷徙，或是留在當地過冬，牠們於三月或四月返回東方。牠們也會在愛爾蘭的南部和東部海岸過冬。
該物種原本棲息於山脈上的石質地帶，尤其是懸崖，但自約1900年以來，牠們的棲地擴展到類似的城市環境，包括二戰期間及之後遭炸毀的區域，以及擁有裸露地帶和懸崖般建築的大型工業區。在英國，少數繁殖種群大多築巢於這些工業區。牠會在飛行中捕捉經過的昆蟲，遷徙的個體經常在沿海的海藻帶中捕食蒼蠅或小型甲殼類。牠快速的頭部和身體晃動類似歐亞鴝，尾巴也經常顫動。雄鳥有一種顫音般的歌聲和tick音的叫聲。
東方種群的鳥類在西歐非常罕見。

## 行為與生態

### 繁殖

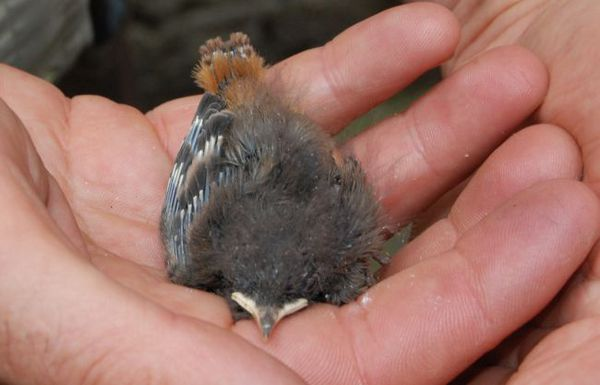
一隻赭紅尾鴝的雛鳥，"在針羽期"，由持證鳥類繫放志工捧在手中。

赭紅尾鴝通常是一夫一妻制。 牠們於四月中旬開始繁殖。巢由雌鳥建造，通常放置在岩石或牆壁的裂縫或洞穴中，或是建築物的凸臺上。巢由鬆散的草和莖構成，內襯毛髮、羊毛和羽毛。蛋每日產下一枚。巢卵數量為4至6枚，通常為白色，也可能是淡藍色。平均直徑為19.4 mm × 14.4 mm（0.76英寸 × 0.57英寸），重量為2.16 g（0.076 oz）。最後一枚蛋產下後，雌鳥開始孵卵，孵化期為13至17天。幼鳥由雙親共同照顧並餵養，12至19天後離巢。

## 圖庫

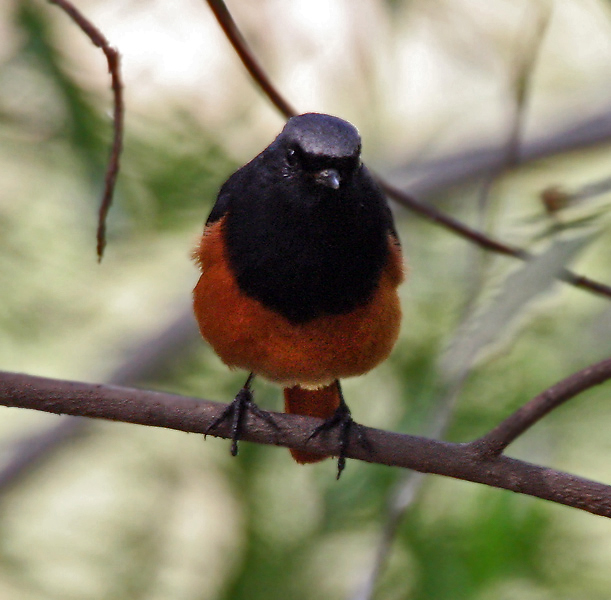
Phoenicurus ochruros rufiventris 雄鳥 蘇丹普爾國家公園, 哈里亞納邦古爾岡區，印度
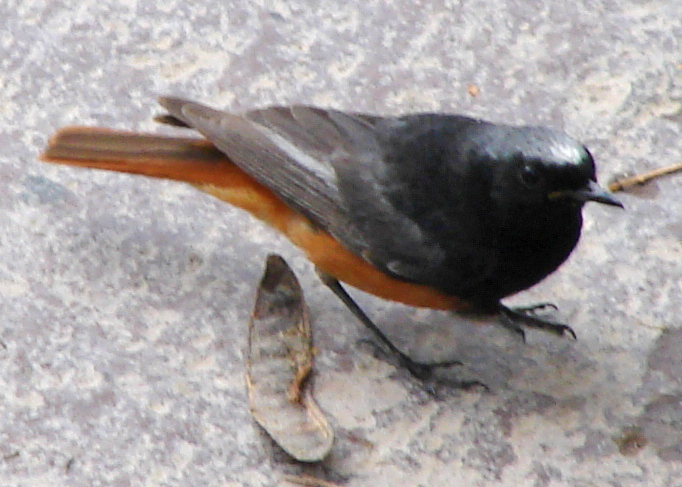
Levantine 赭紅尾鴝 (Phoenicurus ochruros semirufus)
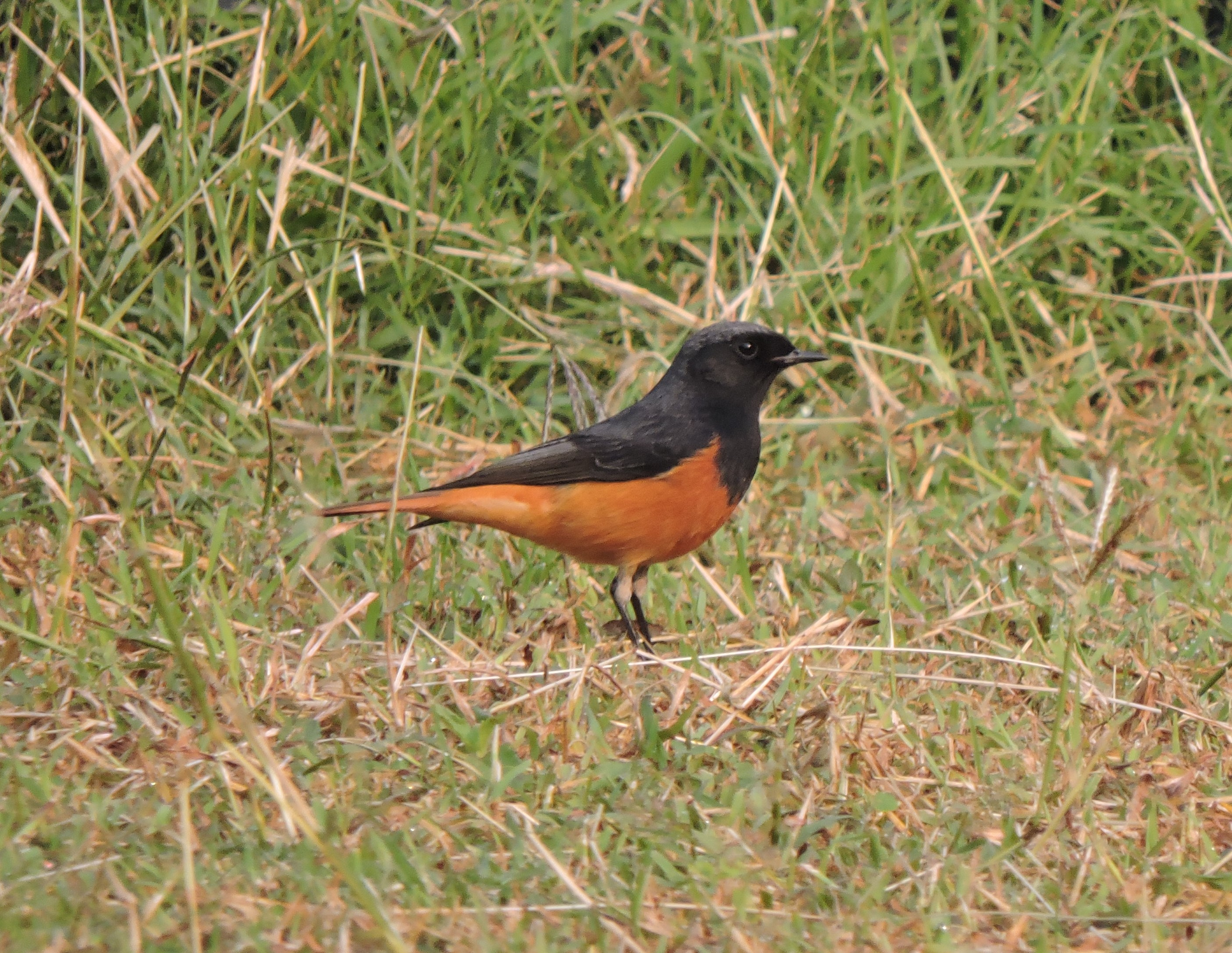
赭紅尾鴝, 第七階段，莫哈里, 旁遮普邦, 印度
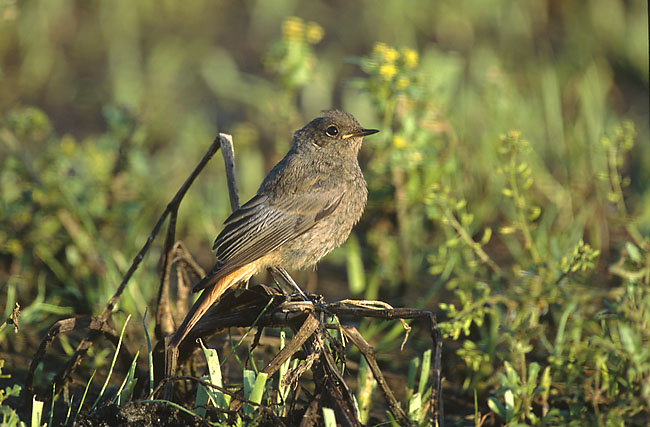
歐洲赭紅尾鴝亞成鳥